# Tebe Tengueri
Tebe Tengueri (em mongol: Teb Tenggeri, lit. "Totalmente Celestial"; m. 1210), nascido Coquechu (em mongol: Kökechü), foi o xamã mongol dos séculos XII e XIII que serviu a Gêngis Cã (r. 1206–1227). Era filho de Mungligue da tribo dos conguecotanos. Se sabe que teve sete filhos. Diz-se que era capaz de andar nu nos inverno e vaporizar o gelo. Os mongóis acreditavam que cavalgava ao céu num corcel cinza e ele alegava entender de astrologia. Profetizou que Gêngis Cã estava destinado a alçar aos céus e lhe deu o título Gêngis em 1206. Em 1209, numa suposta consulta às estrelas, batizou o neto de Gêngis como Mangu, ou seja, "eterno". Por volta de 1210, Tebe e seus irmãos começaram a desafiar os gengiscânidas, atacando seus irmãos Casar e Temugue e afirmando que os céus podiam tirar o trono de Gêngis. Por influência de sua mãe, Gêngis permitiu que os seus irmãos matassem Tebe numa luta, e a família do falecido recuou. O próprio Gêngis assumiu então a função xamânica.